# Tina Pisnik
Tina Pisnik (Maribor, 19 febbraio 1981) è un'ex tennista slovena.

## Carriera
In carriera ha vinto un titolo nel singolare, il Croatian Bol Ladies Open nel 2000, e due titoli di doppio: il Commonwealth Bank Tennis Classic nel 1999, in coppia con Jelena Kostanić, e la Copa Colsanitas nel 2005, in coppia con Emmanuelle Gagliardi. Nei tornei del Grande Slam ha ottenuto il suo miglior risultato raggiungendo il terzo turno nel singolare a Wimbledon nel 2000, all'Open di Francia nel 2003 e agli US Open nello stesso anno, e nel doppio a Wimbledon nel 1999 e nel 2001.
In Fed Cup ha disputato un totale di 33 partite, ottenendo 20 vittorie e 13 sconfitte.

## Statistiche

### Singolare

#### Vittorie (1)
| Numero | Anno          | Torneo                                       | Superficie  | Avversaria in finale | Punteggio |
| 1.     | 7 maggio 2000 | Croatian Bol Ladies Open, Vallo della Brazza | Terra rossa | Amélie Mauresmo      | 7-6, 7-6  |

### Doppio

#### Vittorie (2)
| Numero | Anno             | Torneo                                         | Superficie  | Compagna             | Avversarie in finale                           | Punteggio     |
| 1.     | 14 novembre 1999 | Commonwealth Bank Tennis Classic, Kuala Lumpur | Cemento     | Jelena Kostanić      | Rika Hiraki Yuka Yoshida                       | 3-6, 6-2, 6-4 |
| 2.     | 20 febbraio 2005 | Copa Colsanitas, Bogotà                        | Terra rossa | Emmanuelle Gagliardi | Ľubomíra Kurhajcová Barbora Záhlavová-Strýcová | 6-4, 6-3      |

#### Finali perse (1)
| Numero | Anno          | Torneo                                       | Superficie  | Compagna      | Avversarie in finale                                | Punteggio |
| 1.     | 6 maggio 2001 | Croatian Bol Ladies Open, Vallo della Brazza | Terra rossa | Nadia Petrova | María José Martínez Sánchez Anabel Medina Garrigues | 5-7, 4-6  |

### Risultati in progressione
| Sigla | Risultato               |
| ----- | ----------------------- |
| V     | Vincitore               |
| F     | Finalista               |
| SF    | Semifinalista           |
| O     | Oro olimpico            |
| A     | Argento olimpico        |
| SF    | Bronzo olimpico         |
| QF    | Quarti di Finale        |
| 4T    | Quarto turno            |
| 3T    | Terzo turno             |
| 2T    | Secondo turno           |
| 1T    | Primo turno             |
| RR    | Round Robin             |
| LQ    | Turno di qualificazione |
| A     | Assente                 |
| ND    | Non disputato           |

| Legenda superfici    |
| -------------------- |
| Cemento              |
| Terra battuta        |
| Erba                 |
| Superficie variabile |

#### Singolare nei tornei del Grande Slam
| Torneo          | 1999 | 2000 | 2001 | 2002 | 2003 | 2004 |
| --------------- | ---- | ---- | ---- | ---- | ---- | ---- |
| Australian Open | A    | 1T   | 2T   | 2T   | 1T   | 1T   |
| Open di Francia | A    | 1T   | 1T   | 2T   | 3T   | 1T   |
| Wimbledon       | A    | 3T   | 2T   | 1T   | 1T   | 1T   |
| US Open         | 2T   | 1T   | 1T   | 2T   | 3T   | 1T   |

#### Doppio nei tornei del Grande Slam
| Torneo          | 1999 | 2000 | 2001 | 2002 |
| --------------- | ---- | ---- | ---- | ---- |
| Australian Open | A    | 1T   | 1T   | 1T   |
| Open di Francia | A    | 1T   | 1T   | 1T   |
| Wimbledon       | 3T   | 2T   | 3T   | 1T   |
| US Open         | 1T   | 1T   | 1T   | A    |

#### Doppio misto nei tornei del Grande Slam
Nessuna partecipazione

## Vittorie contro giocatrici Top 10
| Stagione | 2003 | Totale |
| Vittorie | 1    | 1      |

| #    | Giocatrice    | Ranking | Evento                        | Superficie | Turno | Punteggio   | Rank. TPR |
| ---- | ------------- | ------- | ----------------------------- | ---------- | ----- | ----------- | --------- |
| 2003 |               |         |                               |            |       |             |           |
| 1.   | Kim Clijsters | 5       | Ordina Open, 's-Hertogenbosch | Erba       | QF    | 7-6(5), 6-2 | 50        |